# Traité de Thessalonique

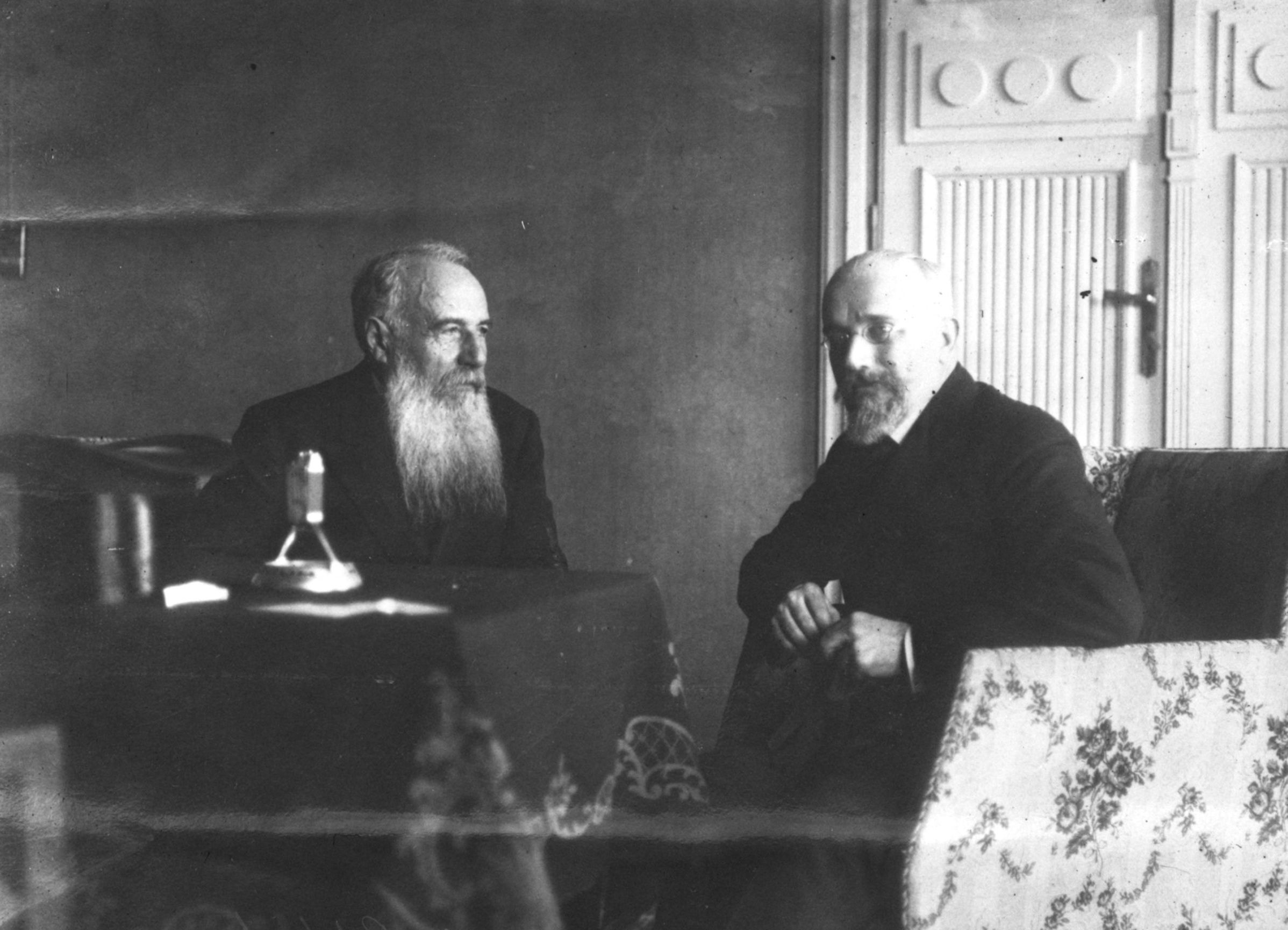
De gauche à droite : le Premier ministre serbe Nikola Pašić et le Premier ministre grec Elefthérios Venizélos en 1913.

Le traité de Thessalonique du 1er juin 1913 est un traité de protection mutuelle signé entre la Grèce et la Serbie après les guerres balkaniques.
Négocié par le Premier ministre grec Elefthérios Venizélos et le Premier ministre serbe Nikola Pašić, le traité organise théoriquement les relations entre la Grèce et la Serbie jusqu'en 1921. Il n'est cependant pas appliqué par Belgrade quand la Grèce se trouve en difficulté face à l'Empire ottoman, en juin 1914, ni par Athènes lorsque éclate la Première Guerre mondiale. Il sert cependant de prétexte à Venizélos pour déclencher le Schisme national.